# Фашоле-Люк, Эдвард
Эдвард Фашоле-Люк (англ. Edward W. Fasholé-Luke, род. 1934) — англиканский богослов сьерра-леонского происхождения.

## Биография
Фашоле-Люк родился в 1934 году во Фритауне, Сьерра-Леоне, получил степень бакалавра общих исследований в колледже Фура-Бэй (1959). Он отправился для дальнейшего обучения в Соединённое Королевство, получив степень бакалавра теологии в колледже Святого Иоанна в Дареме (1963) и был рукоположен в англиканского священника в Дареме. Затем он защитил докторскую диссертацию по теологии в Королевском колледже в Абердине (1969), учился у Эндрю Уоллса в Центре изучения христианства в незападном мире и написал докторскую диссертацию на тему «Учение о Церкви в трудах св. Киприана Карфагенского».
После учёбы Фашоле-Люк вернулся в Сьерра-Леоне и преподавал богословие в колледже Фура-Бэй, начиная с 1969 года, а с 1985 года служил его старшим капелланом. Он сохранял интерес к библейским и патристическим исследованиям, но также работал над развитием африканского христианского богословия, которое бы соответствовало социальной и политической обстановке Западной Африки.

## Произведения

### Книги
- Christianity in Independent Africa. — Indiana University Press, 1978. — ISBN 978-0-253-37506-3.
- New Testament Christianity for Africa and the World: Essays in Honour of Harry Sawyerr. — S.P.C.K., 1974. — ISBN 9780281027835.

### Статьи
- Fasholé-Luke, Edward W. (October 1981). Footpaths and Signposts to African Christian Theologies. Scottish Journal of Theology. 34 (5): 385–414. doi:10.1017/S0036930600055277.
- Fasholé-Luke, Edward W. (December 1976). The relevance of early church history for the training of ministers in West Africa. African Ecclesiastical Review. 17 (6): 320–328. ISSN 0250-4650.
- Fasholé-Luke, Edward W. (April 1976). The Quest for African Christian Theologies. Scottish Journal of Theology. 29 (2): 159–176. doi:10.1017/S0036930600042575.
- Fasholé-Luke, E. W. (August 1970). Christian unity: St. Cyprian's and Ours. Scottish Journal of Theology. 23 (3): 312–322. doi:10.1017/S0036930600021621.